# 山内範造
山内 範造（やまうち はんぞう、1865年5月6日（慶応元年4月12日）- 1945年（昭和20年）3月17日）は、明治から昭和前期の農業経営者、銀行家、政治家。衆議院議員、福岡県筑紫郡筑紫村長。曾孫は元衆議院議員山内康一。

## 経歴
筑前国御笠郡、のちの福岡県筑紫郡筑紫村（筑紫野町を経て現筑紫野市）で、山内伊七郎、タヨの長男として生まれる。漢学を修めた。1894年（明治27年）3月に家督を相続し農業を営む。筑紫郡農会特別議員、福岡県農会特別議員、同評議員、帝国農会議員、同評議員、地方森林会議員などを務めた。
1897年（明治30年）筑紫村長に就任。1904年（明治37年）筑紫郡会議員となり同参事会員も務めた。1915年（大正4年）3月、第12回衆議院議員総選挙に福岡県郡部から立憲政友会所属で出馬して初当選。1917年（大正6年）4月の第13回総選挙（福岡県郡部、立憲政友会）、1924年（大正13年）5月の第15回総選挙（福岡県第11区、立憲政友会公認）でも再選され、衆議院議員に通算3期在任した。
実業界では、筑紫銀行頭取、住吉銀行取締役を務めた。